# 鄭雪慧
鄭雪慧（1954年8月28日—2003年5月18日），臺灣雲林縣斗六市人，和平醫院護理部副主任，臺灣第六位在SARS事件殉職的醫療人員。

## 生平
鄭雪慧為1954年8月28日生，為斗六市私立天主教正心中學初中部第六屆畢業。1974年畢業於弘光護校後，至和平醫院擔任護士。
鄭雪慧原生家庭皆住斗六，父親鄭協明為雲林警察局刑警隊技佐，大弟鄭秉杰任職雲林縣政府農業局漁業課，二弟鄭秉政任職於莿桐鄉公所農業課、三弟鄭秉霖縣警局刑警隊、四弟鄭秉勳是斗六警分局督察組長。丈夫陳昌宏則同為臺灣中南部人，共生陳建道與陳佳瑀兩子女。
1988年，鄭雪慧擔任護士長，1997年升為護理督導員，1999年升為護理科副主任。1996年，她以和平醫院洗腎中心護理長身分接受採訪，介紹連續式腹膜透析。同事余錦美回憶鄭雪慧有著鄉下孩子質樸的特性，常留在醫院忙到三更半夜，週休二日時更常往醫院整理醫院評鑑及其他相關資料。鄭女也是和平醫院佛堂委員會的委員，會拿自己的假來處理佛堂祈禱會、儀式及服務的事項，就在得SARS前，正積極籌辦四月底醫院佛堂朝山的事宜。

## 殉職
2003年，SARS事件期間，和平醫院8B層為感染科主任林榮第所負責，但他未能即時診斷出劉姓洗衣工為疑似病例，4月18日將該洗衣工送至加護病房後，延遲至22日才向衛生局通報，使得該層的內科住院醫師林重威、護士陳靜秋在救治時遭到感染。當時，護理部副主任鄭雪慧並不在8B層。
和平醫院原計畫在5月1日舉辦活動，於是鄭雪慧就約於4月16日或17日到地下室洗衣室挑選桌巾。22日晚，她下班回家告訴丈夫說，自己有些發燒，但已經看過醫生。23日，她輪休時發現仍有發燒情況，於是向和平醫院主動通報，並自己開始居家隔離，也立即要求丈夫居家隔離，並打電話給住校的女兒，告知學校家中的狀況，請求學校決定是否讓她女兒也返家隔離。24日中午和平醫院封院，該晚台北市衛生局人員到她家中開出居家隔離通知書。
4月27日鄭雪慧轉送國軍松山醫院隔離治療，5月2日凌晨病情惡化轉送國泰醫院。該月9日醫院發出第一次病危通知單之後，丈夫就以醫院為家，睡在醫院，等著每日三次的探視。這段期間，她在斗六的弟弟們都曾請假到台北探視，全家人燒香祈求庇佑，天天茹素。其餘隔離在基河國宅地和平醫護人員，每晚都會一起開窗夜禱，祈求鄭雪慧等人能脫離險境。11日，她出現瞳孔放大的瀕臨腦死症狀，家屬放棄急救，國泰醫院內科部長黃政華預測可能拖不過5月12日護士節，卻因體溫只攝氏35度，身體代謝速率減少，拖延一周後，18日下午2點05分病逝於國泰醫院時，成為臺灣第六名因抗SARS而犧牲的醫護人員。她也是四名因公殉職護士中職位最高者，其餘人是陳靜秋、胡貴芳、林佳鈴。家人依遺願，捐款新台幣五十萬元給和平醫院社會服務室。
丈夫將鮮花、錄音機與誦經錄音帶放置在鄭雪慧的棺木旁，說他不想妻子被草草火化。